# Iacob Felecan
Iacob Felecan (1 de març de 1914 - 1964) fou un futbolista romanès de les dècades de 1930 i 1940.
Disputà 9 partits amb la selecció de futbol de Romania, amb la qual participà en el Mundial de 1938. Pel que fa a clubs, defensà els colors del Victoria Cluj, Ripensia Timişoara i FC Craiova.